# 博康邨

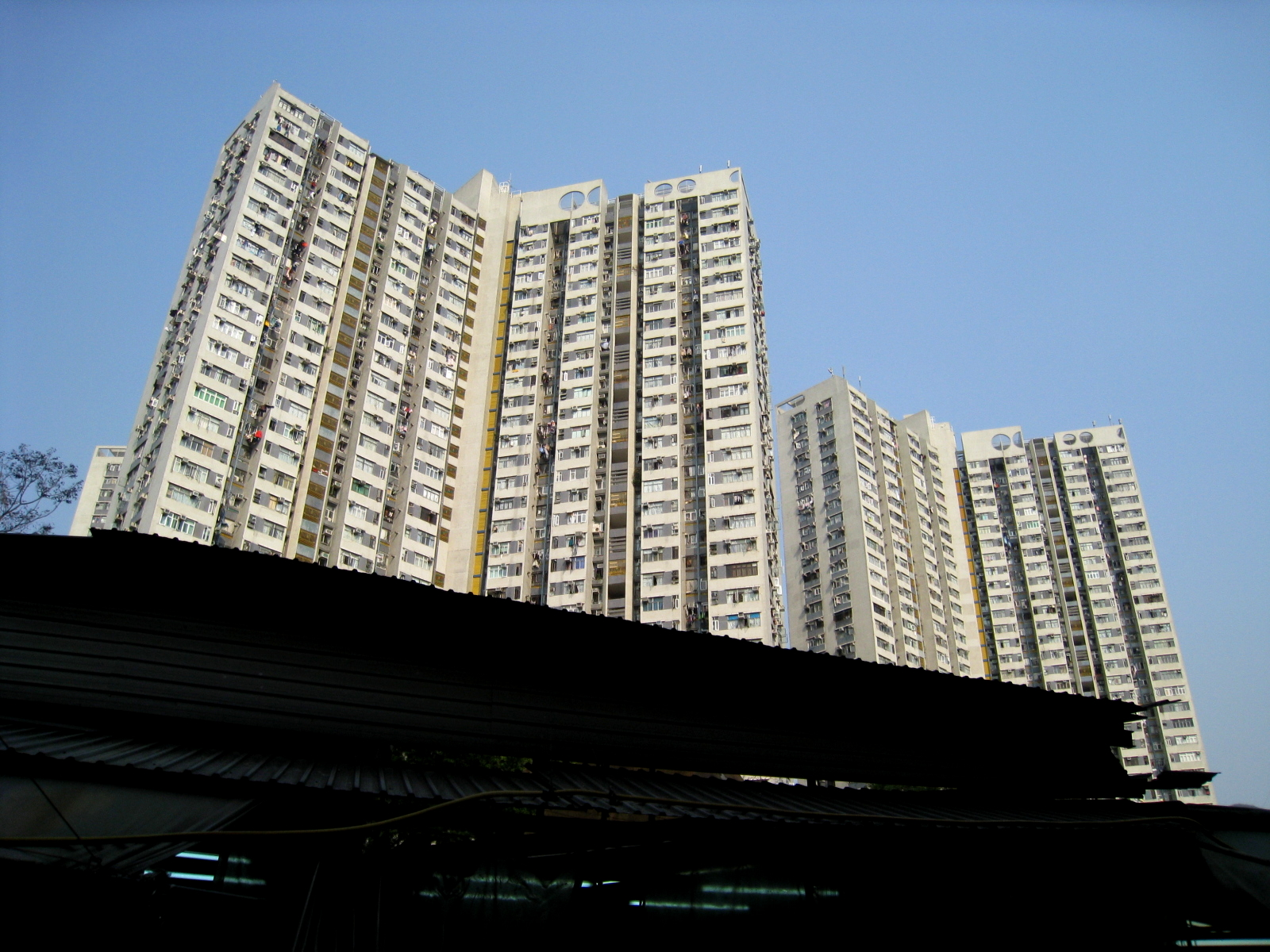
邨內的Y2型大廈（2008年3月）

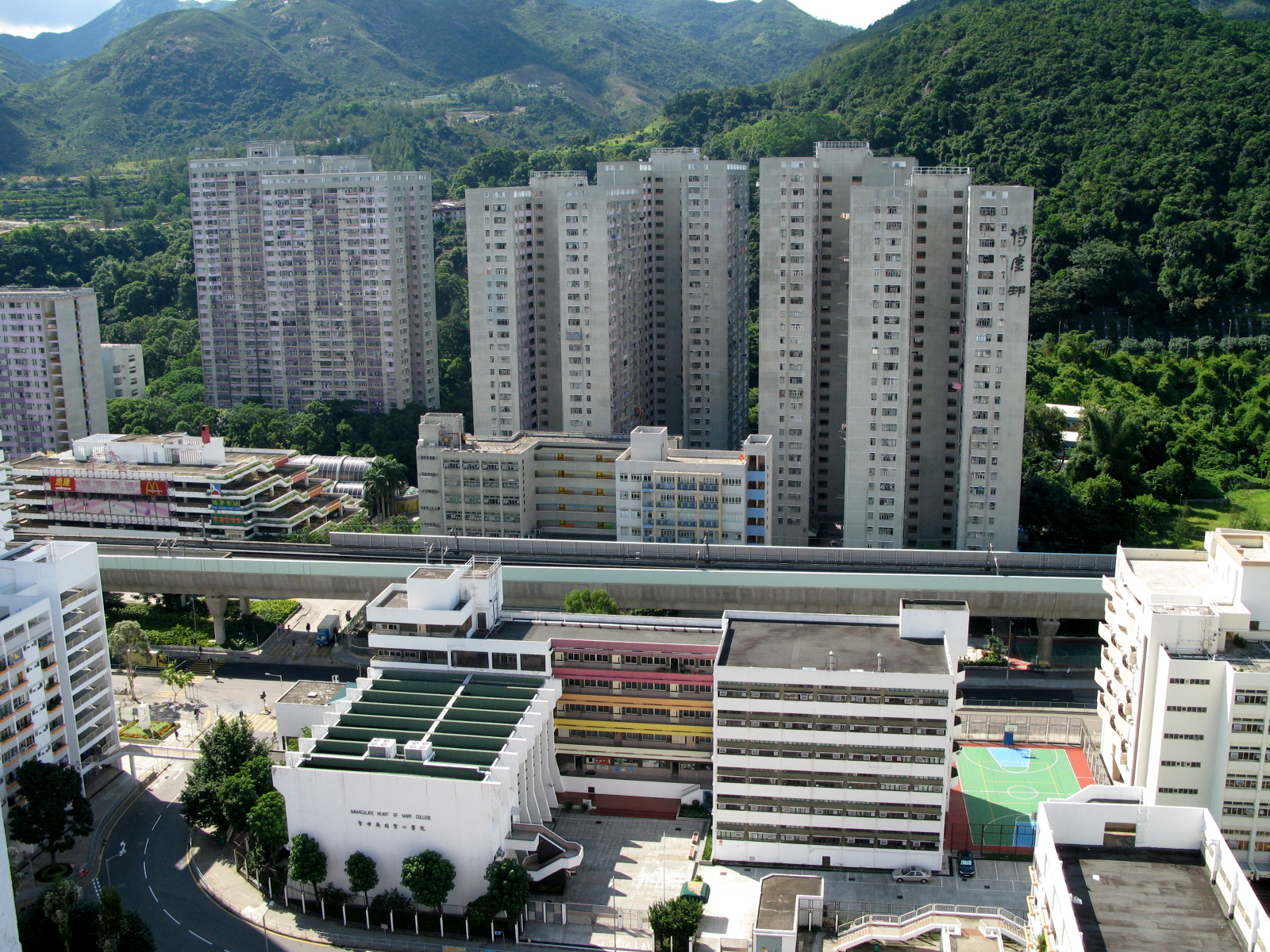
博康邨內的雙工字型大廈（2007年8月）

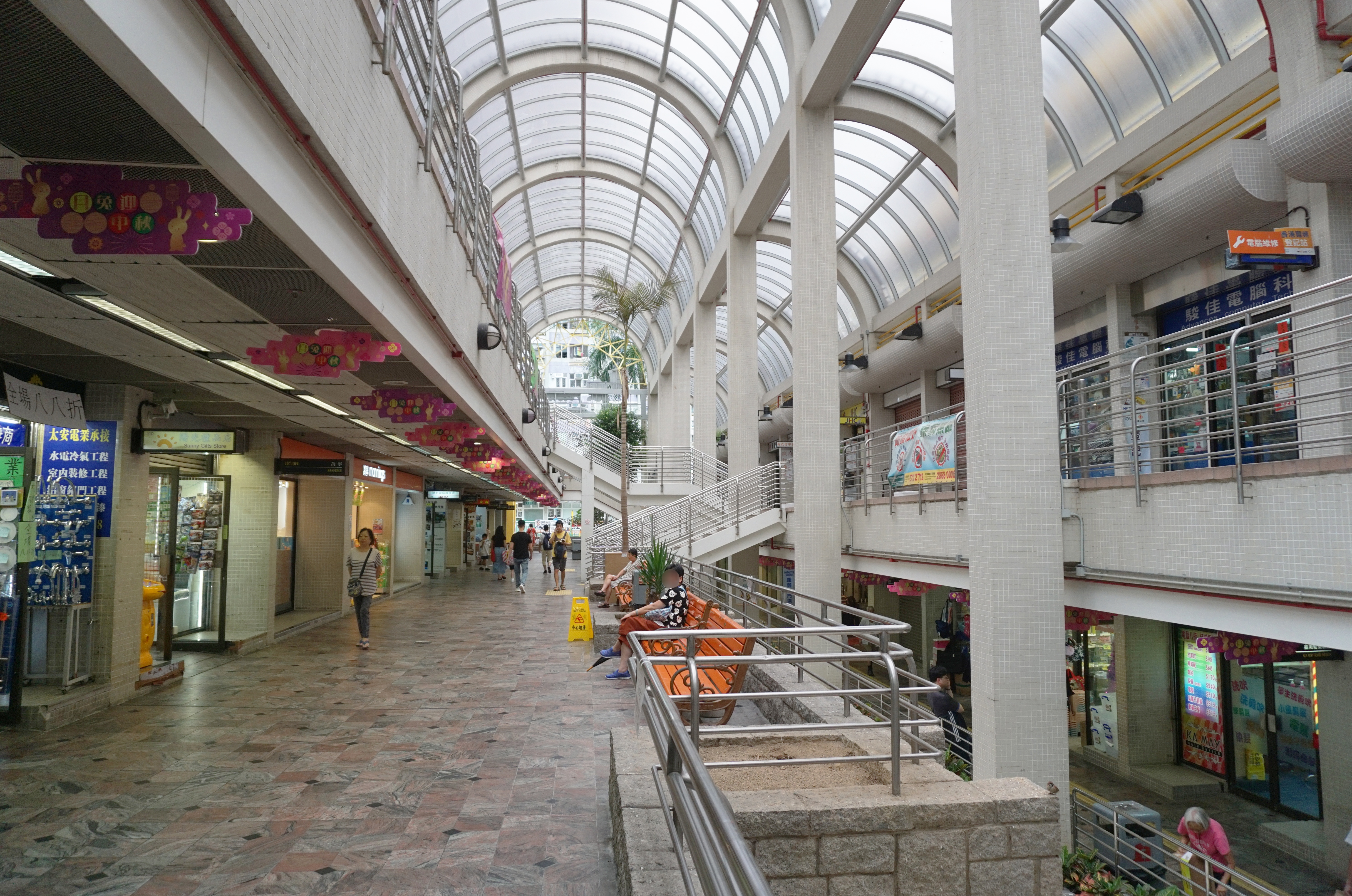
博康商場1樓

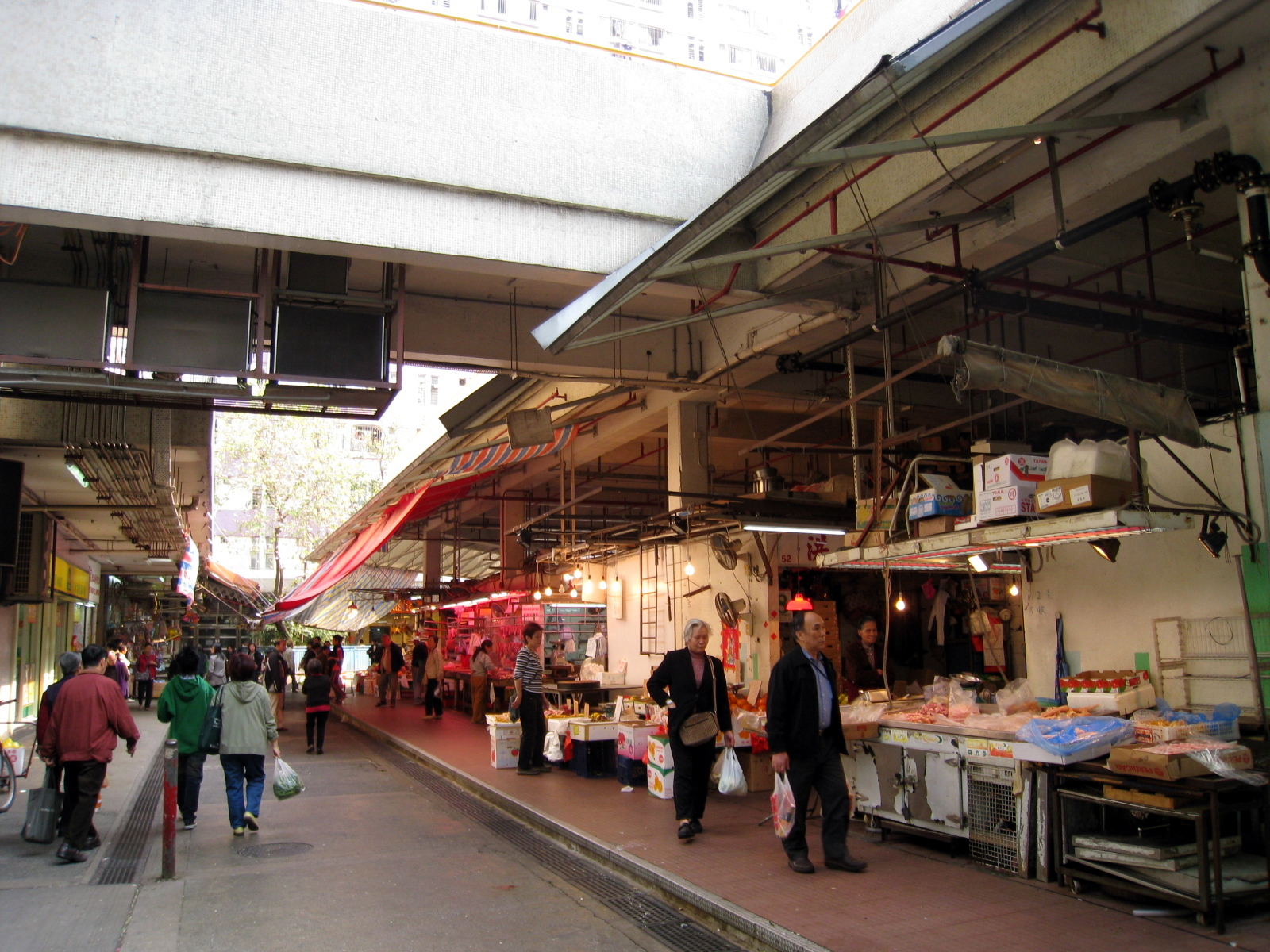
博康街市肉及水果檔

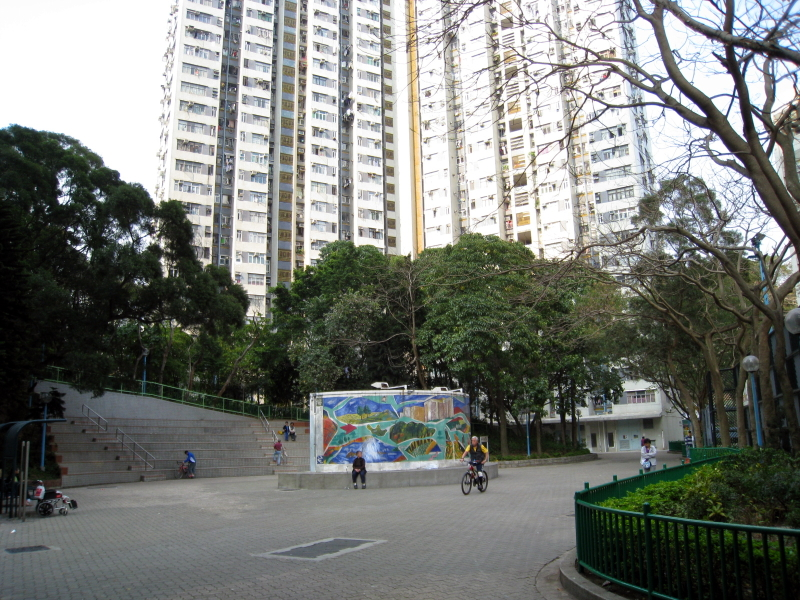
露天小劇場

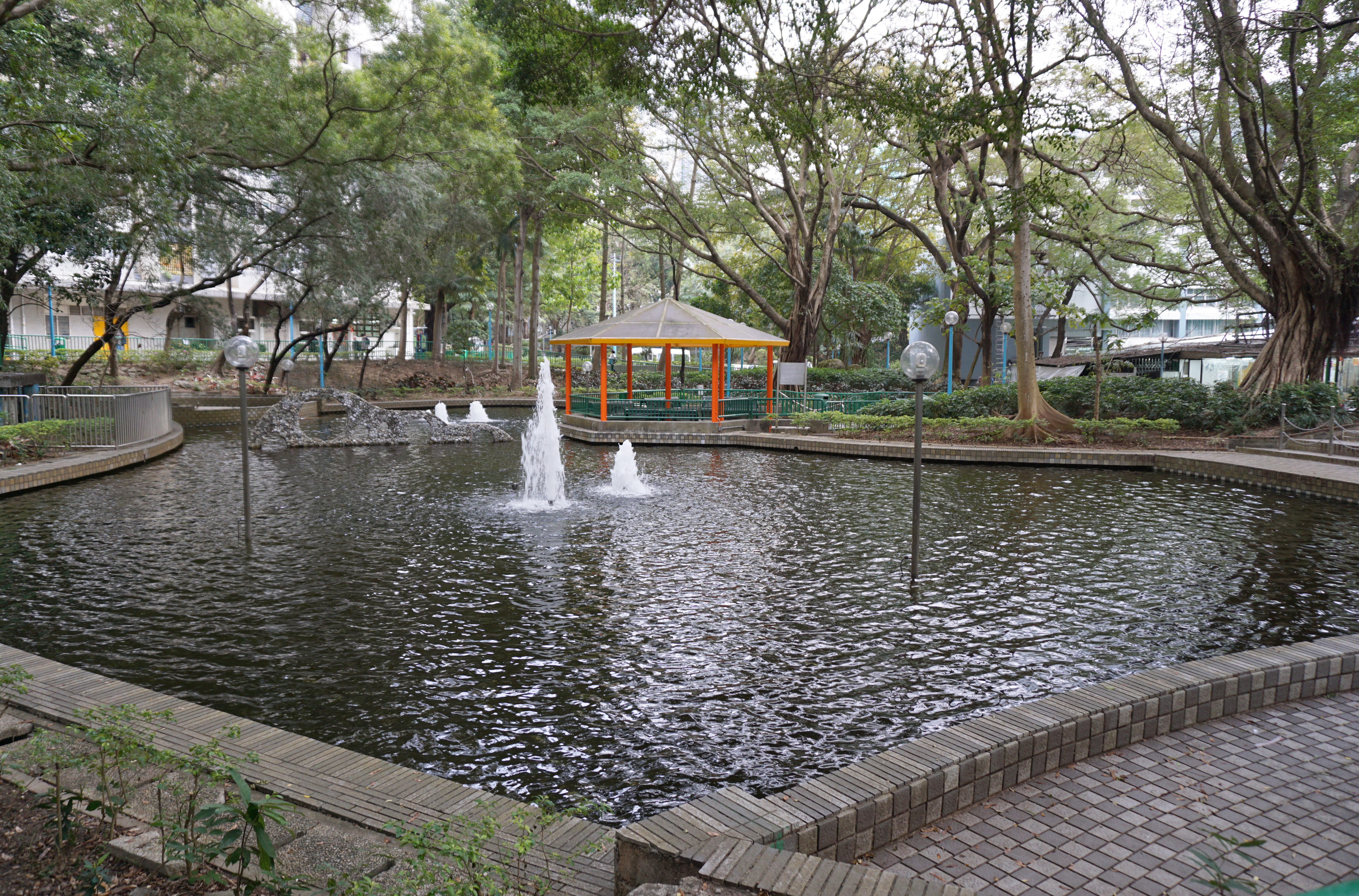
噴水池

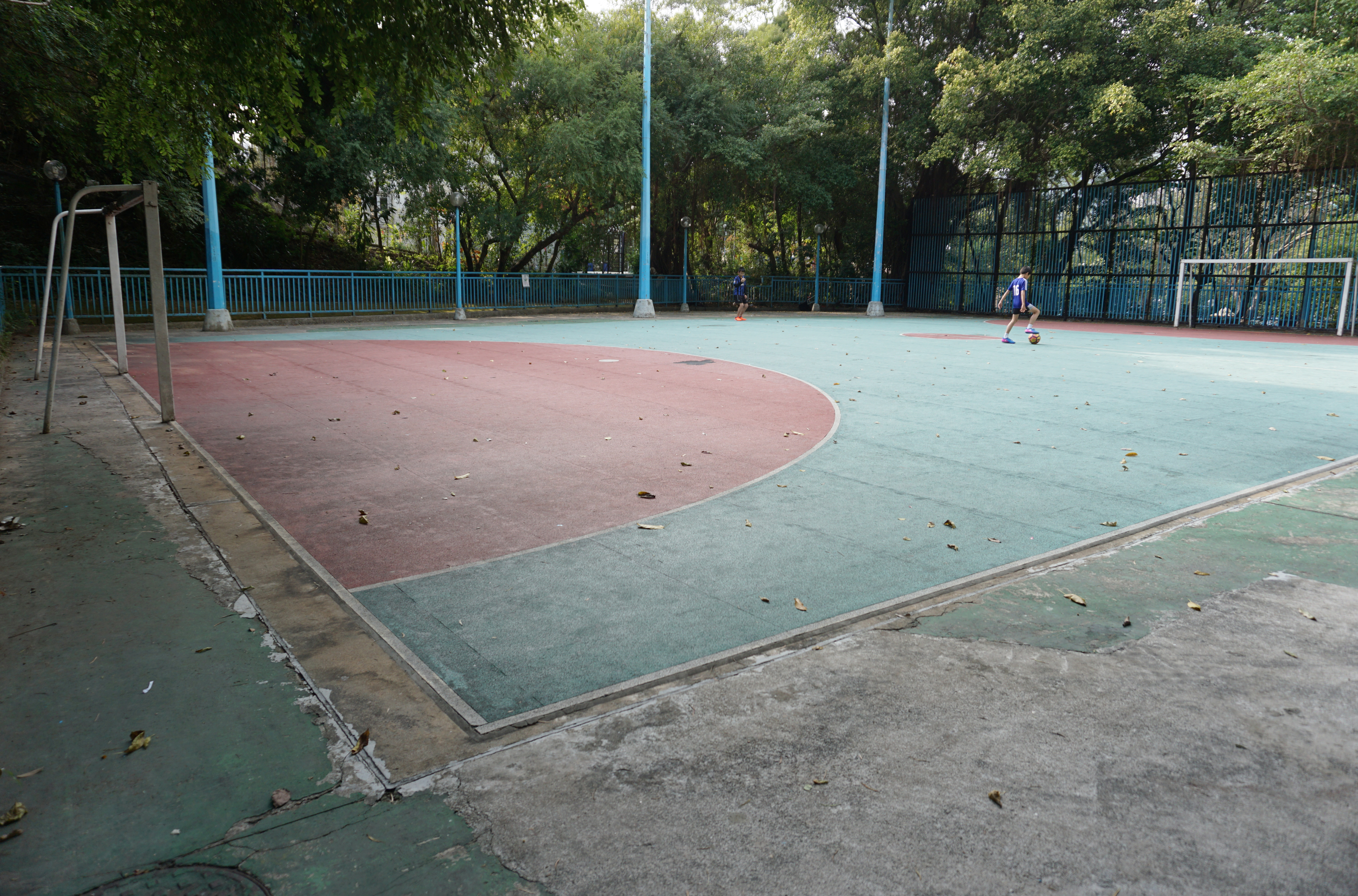
足球場

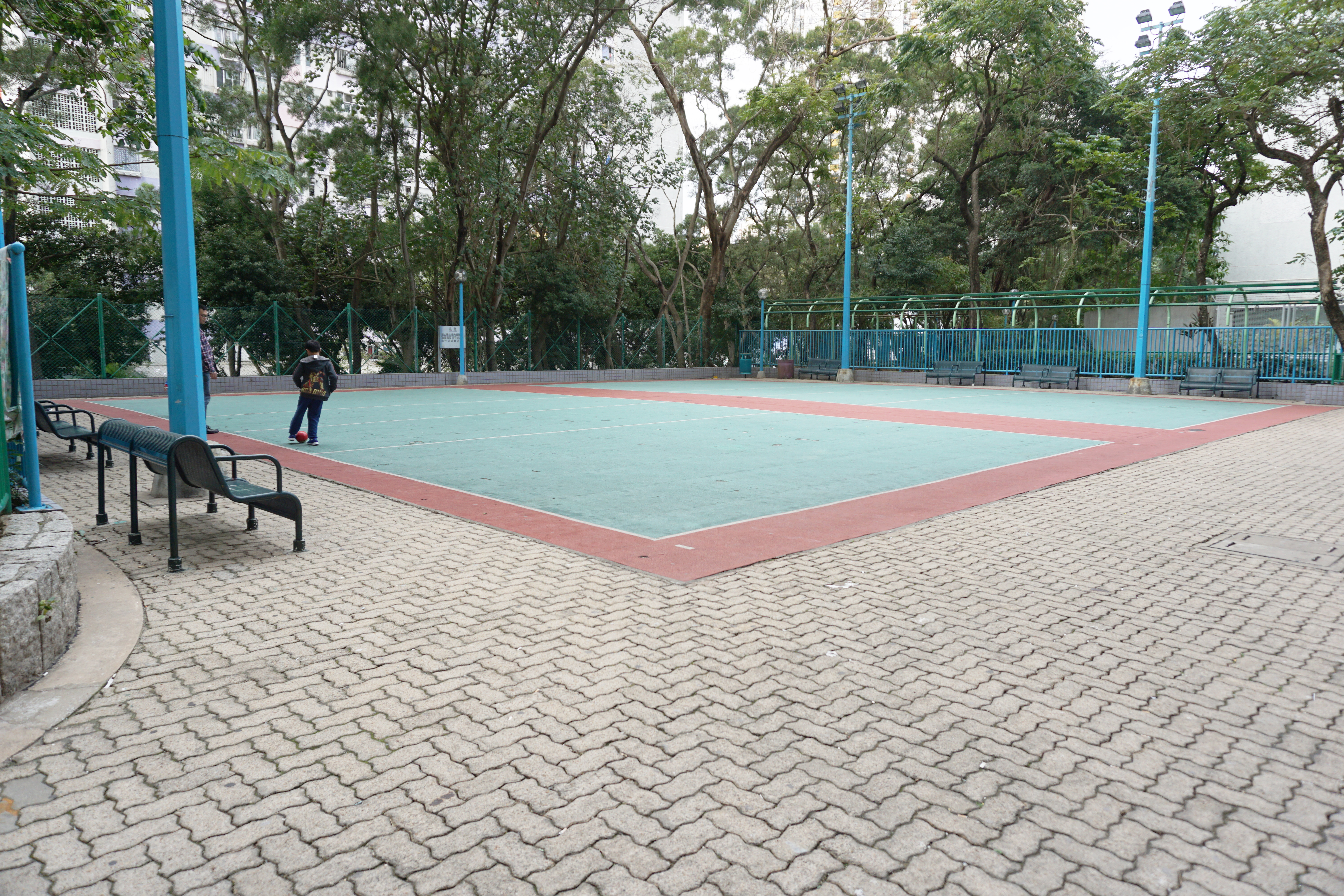
排球場

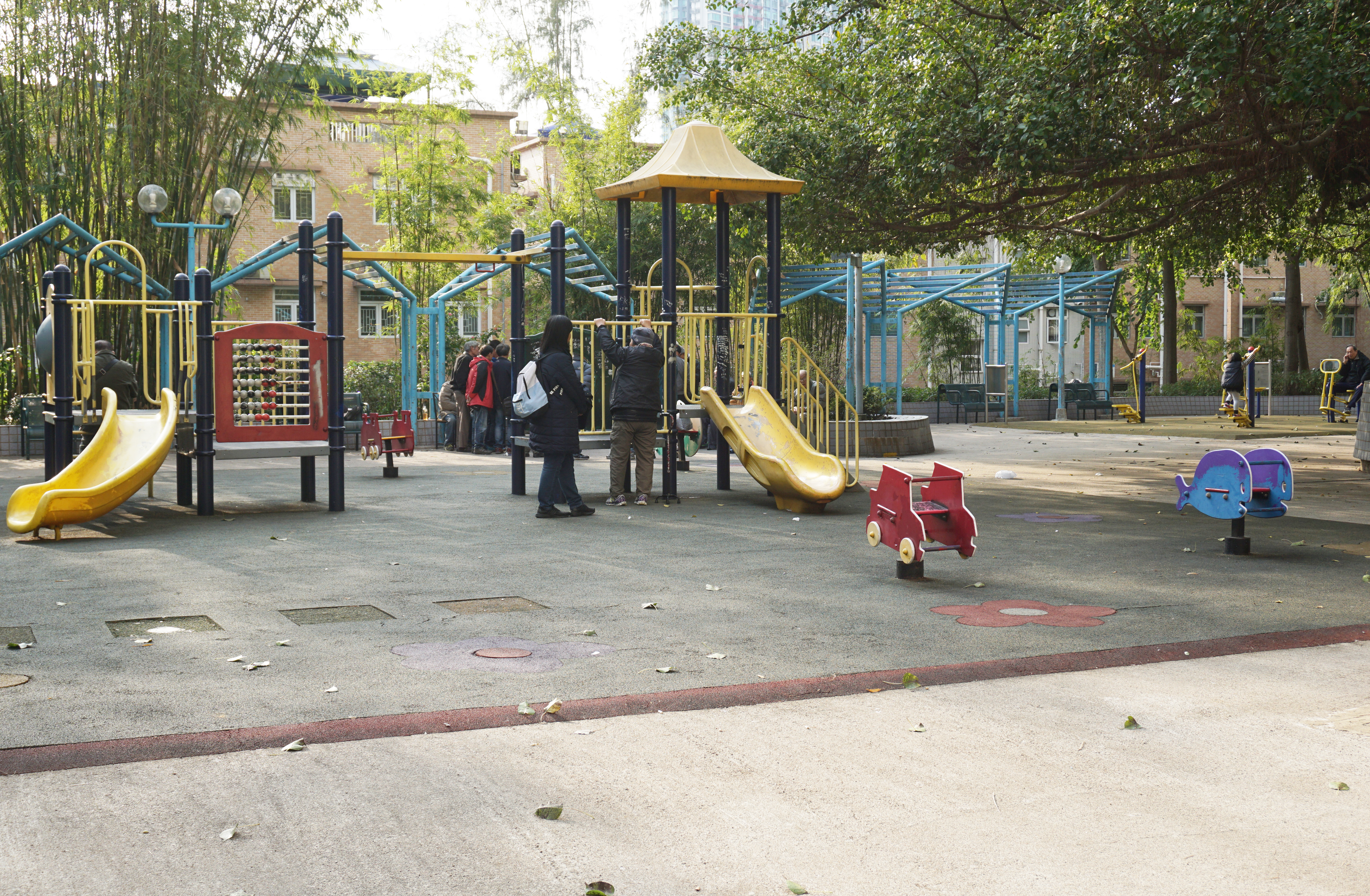
兒童遊樂場及健體區

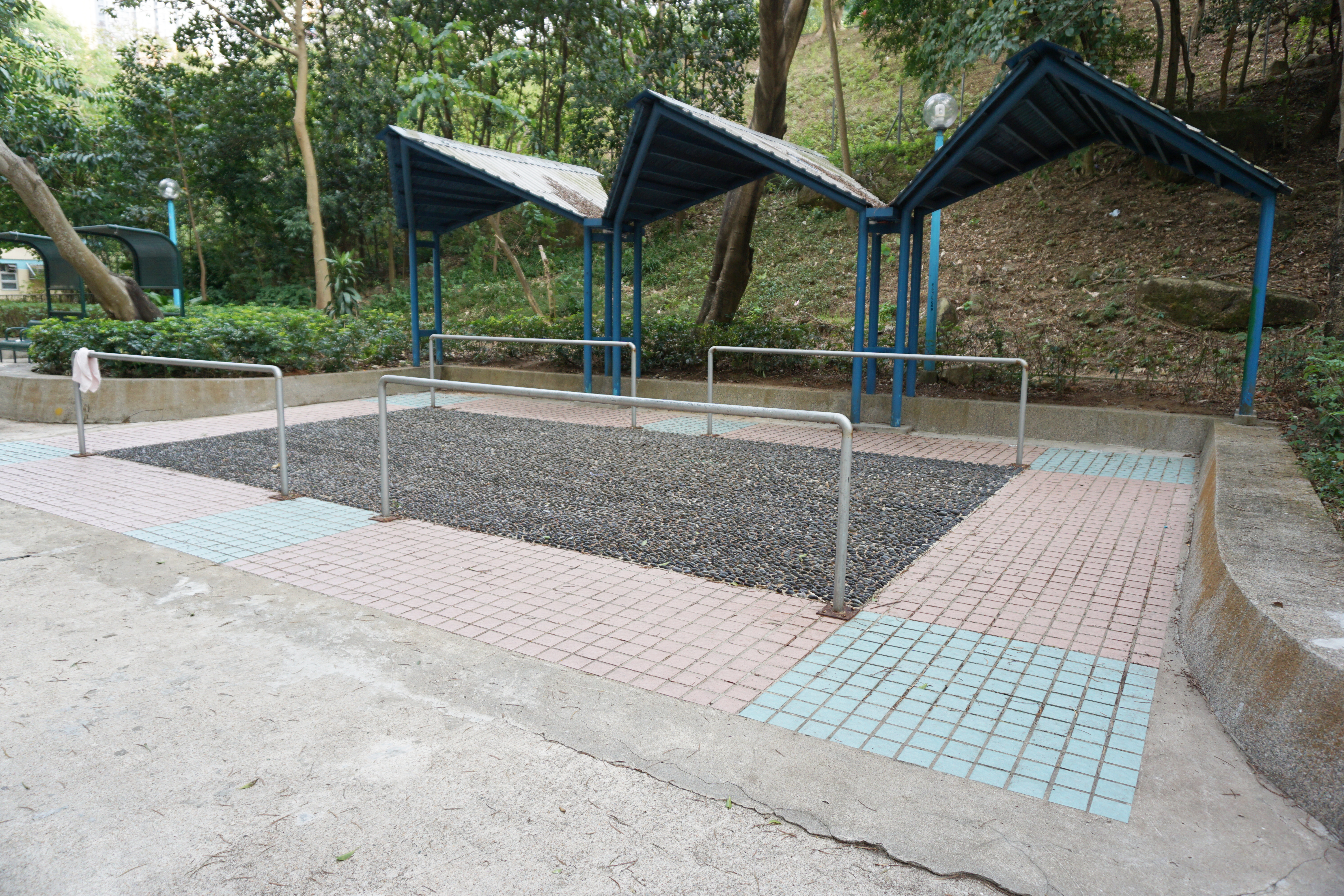
卵石路步行徑

博康邨（英語：Pok Hong Estate）是香港的一個公共屋邨，位於新界沙田區沙田圍西南部的作壆坑，但已列入擴展市區配屋區內，佔地9.6公頃，共有8座樓宇，於1982年至1985年10月間分三期落成，人口約22,000人。博康邨是租者置其屋計劃的屋邨之一，亦是大窩口邨第4-6座重建的指定安置屋邨。

## 規劃歷史概要
博康邨的原址是作壆坑村及水田。
1970年代香港政府開始發展沙田新市鎮，便把水田以及其對出的沙田海填平以興建沙角邨及乙明邨，並在博康邨一帶進行爆破工程；而此邨所在地規劃區編號編為「沙田第5A區」。其後，政府決定在此地興建公屋。
在早期定立屋邨名稱時，原本有意命名為「作壆坑邨」，後來名稱縮短為「壆坑邨」，再於1981年正式命名為博康邨，同時亦寓意為「大量健康」。

## 屋邨資料

### 樓宇
| 樓宇名稱 （座號） | 樓宇類型                     | 落成年份 | 層數  | 每層伙數 | 每座單位數目（伙） | 承建商   | 提供升降機的廠商 | 期數 |
| ----------------- | ---------------------------- | -------- | ----- | -------- | ------------------ | -------- | ---------------- | ---- |
| 博文樓 （第1座）  | 雙工字型 （第二代設計）      | 1983年   | 26/28 | 30       | 750                | 鴻運建築 | 快高靈           | 1    |
| 博安樓 （第2座）  | 雙工字型 （第二代設計）      | 1983年   | 26/28 | 30       | 750                | 鴻運建築 | 快高靈           | 1    |
| 博華樓 （第3座）  | 舊長型 （中央走廊式，連接F） | 1982年   | 19    | 20       | 360                | 鴻運建築 | 快高靈           | 1    |
| 博裕樓 （第4座）  | 舊長型 （中央走廊式，連接F） | 1982年   | 19    | 20       | 360                | 鴻運建築 | 快高靈           | 1    |
| 博達樓 （第5座）  | 雙工字型 （第三代設計）      | 1985年   | 26/28 | 30       | 750                | 耀榮建築 | 快高靈           | 3    |
| 博逸樓 （第6座）  | Y2型                         | 1985年   | 36    | 24       | 816                | 順成建築 | 美善高 （通力）  | 2    |
| 博泰樓 （第7座）  | Y2型                         | 1985年   | 36    | 24       | 816                | 順成建築 | 美善高 （通力）  | 2    |
| 博智樓 （第8座）  | Y2型                         | 1985年   | 36    | 24       | 816                | 順成建築 | 美善高 （通力）  | 2    |

（註：上述座號是以房屋署Estate Property的記錄為依歸。）

### 軼聞
博康邨的Y2型大廈與黃大仙下邨的龍福樓、龍光樓及龍輝樓是僅有兩個雖然是在1990年之前落成、不過採用了「英式編層法」（即G、1、2......）的屋邨。

### 商業設施及停車場
博康邨商場位是罕有未出售予領展的公屋商場，仍然由房委會管理，於該邨的中央位置，是一座面積約3,130平方米的兩層高建築物，共有40多個舖位，設有超級市場、藥房、文具店等商舖，商場呈階梯式排列，並設小型玻璃天幕以利天然光射入商場內。
另外，博康邨商場東面則設有街市，共有62個檔位。而博裕樓及博華樓的地下亦有15個商舖之用，主要以售賣雜貨及凍肉為主。而博裕樓的東面則設有熟食市場。
在博康商場的北面，設有一座5層高的停車場，總共提供352個泊車位，而博康邨內亦設有71個露天泊車位分佈在邨內各處。

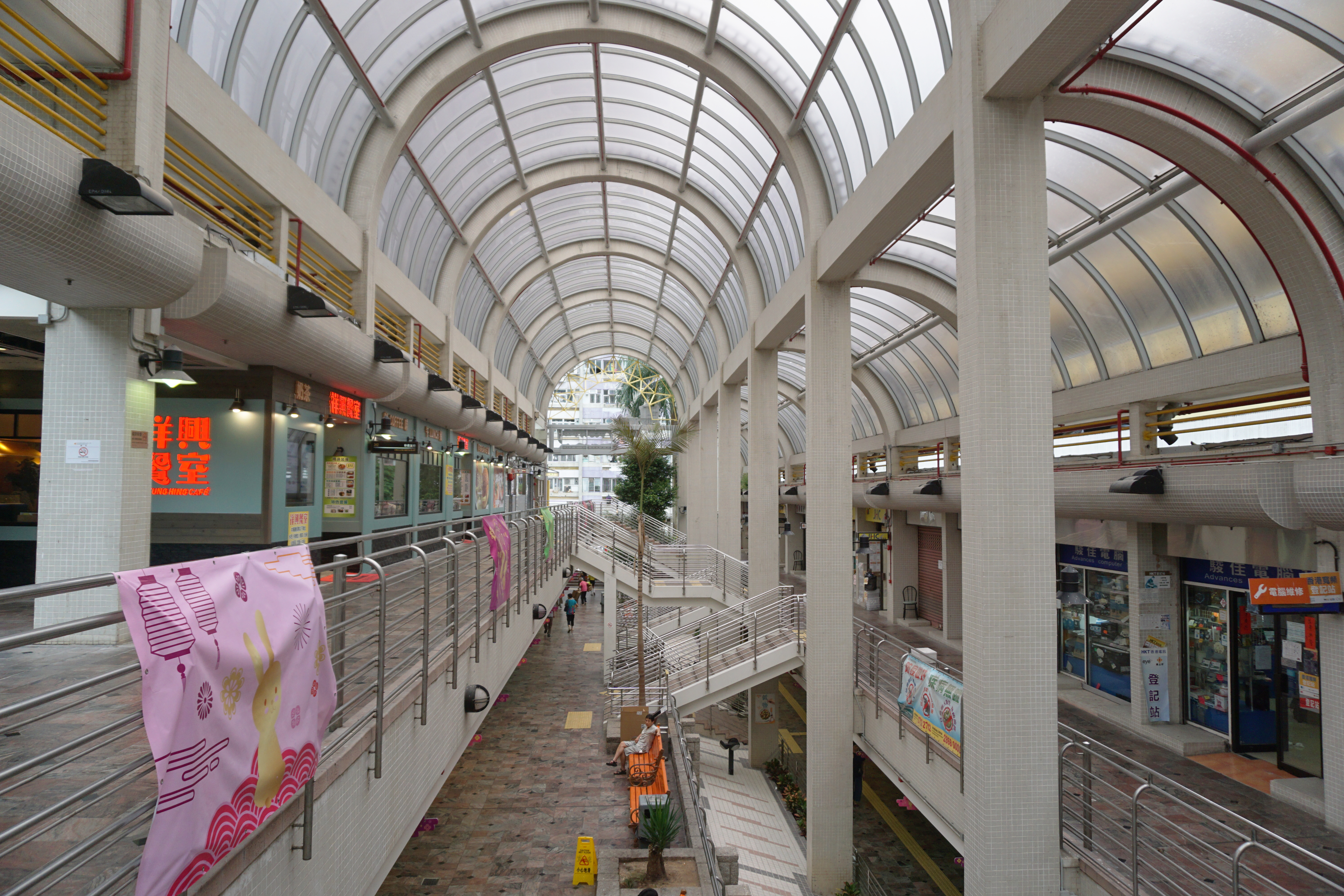
博康商場2樓
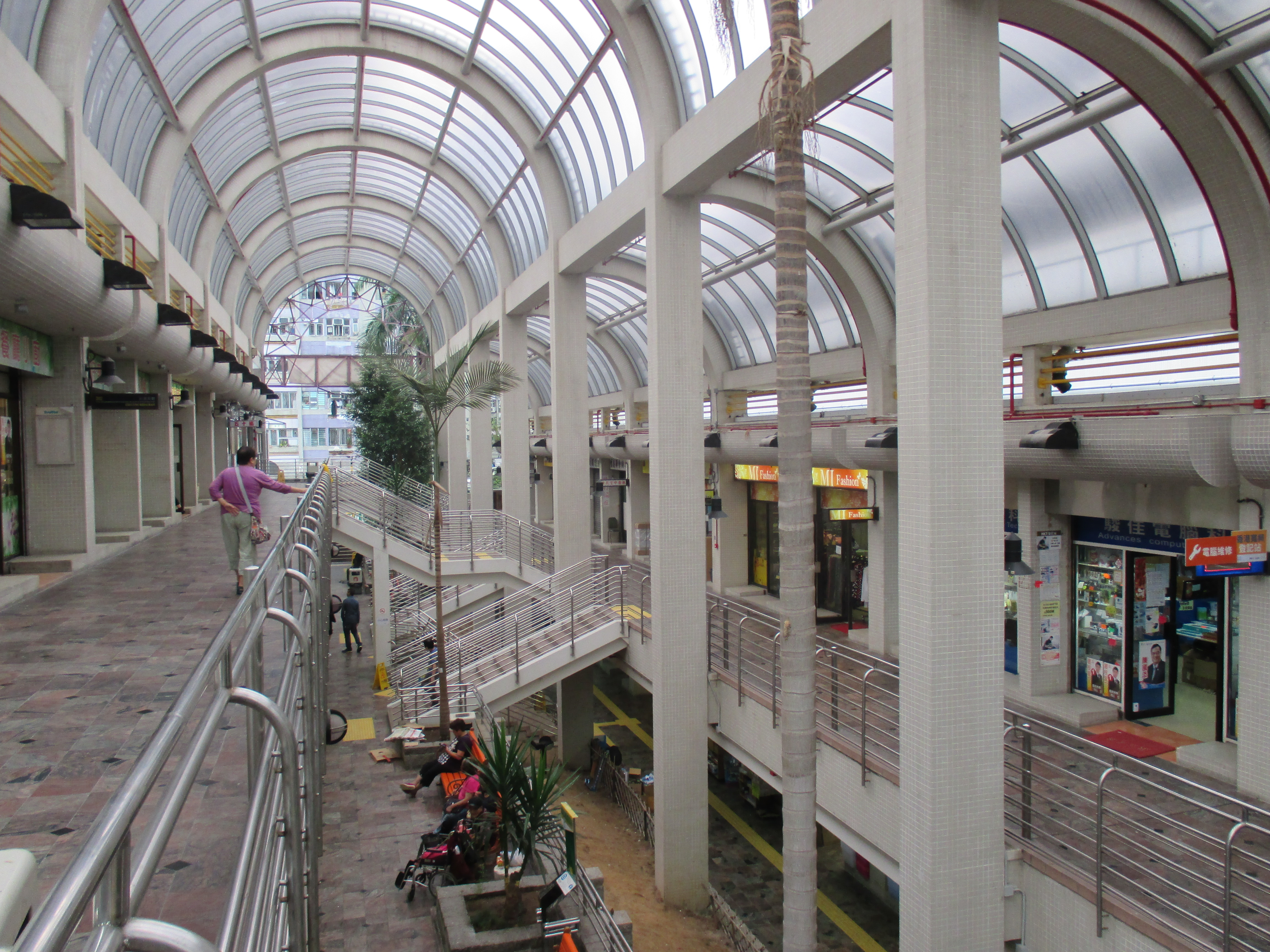
2015年的博康商場2樓，左方的「彩龍餐廳小廚」及右方的時裝店現已結業
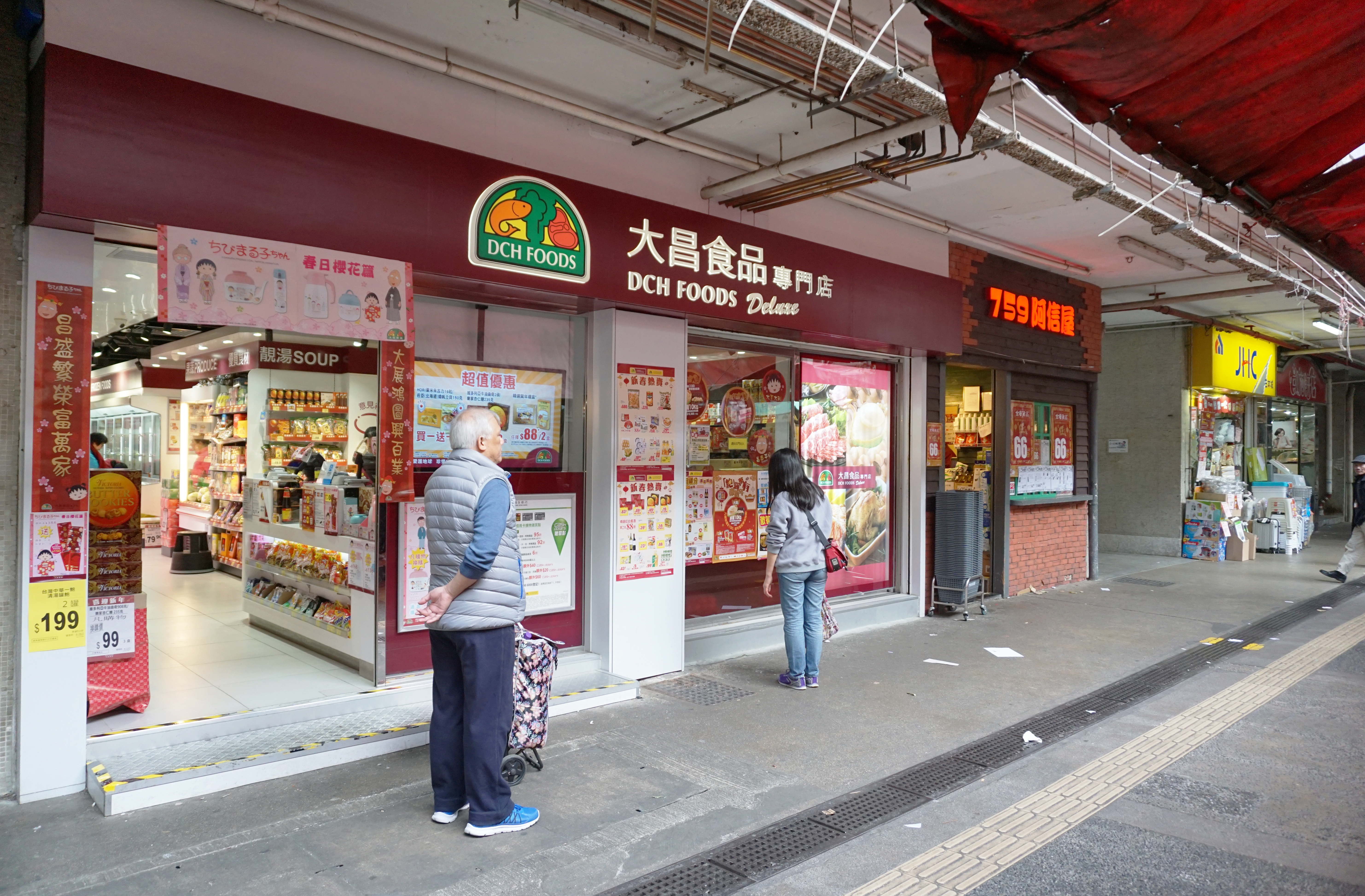
博裕樓地舖，左方為於1995年開業的大昌食品（已於2024年3月中旬結業），右方的商戶包括759阿信屋、日本城及凱施餅店
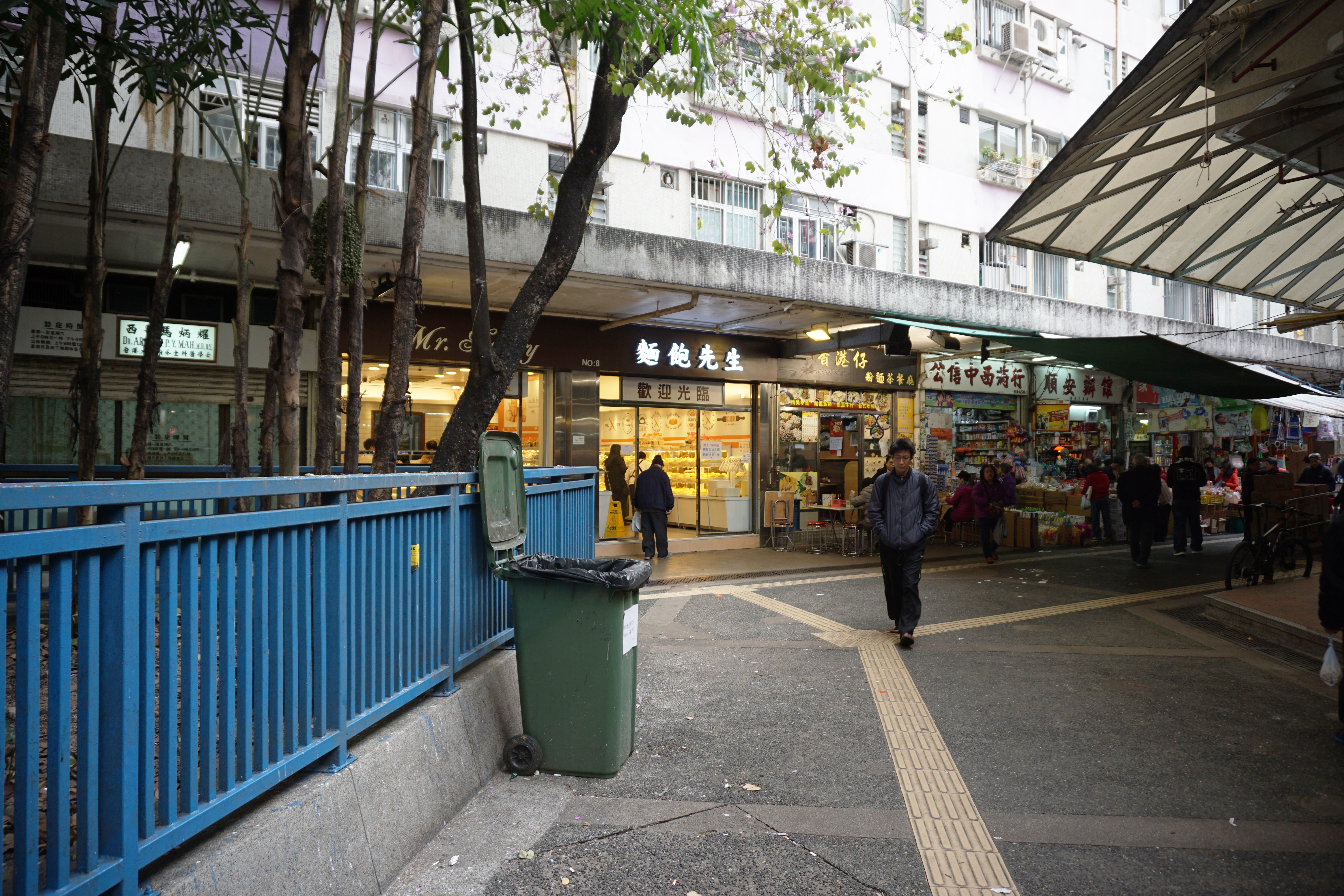
博華樓地舖
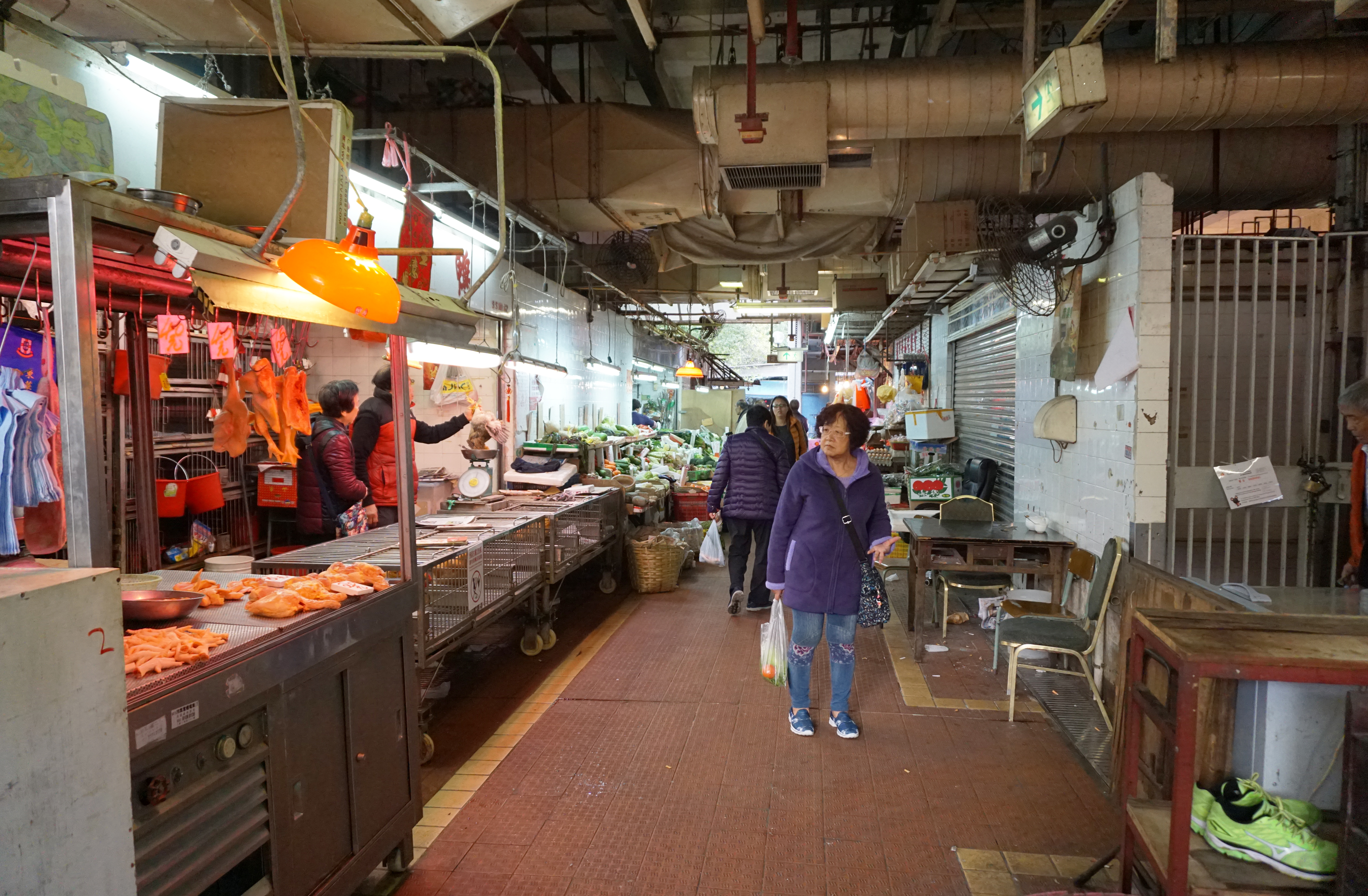
博康街市活雞鴨及菜檔（翻新前）
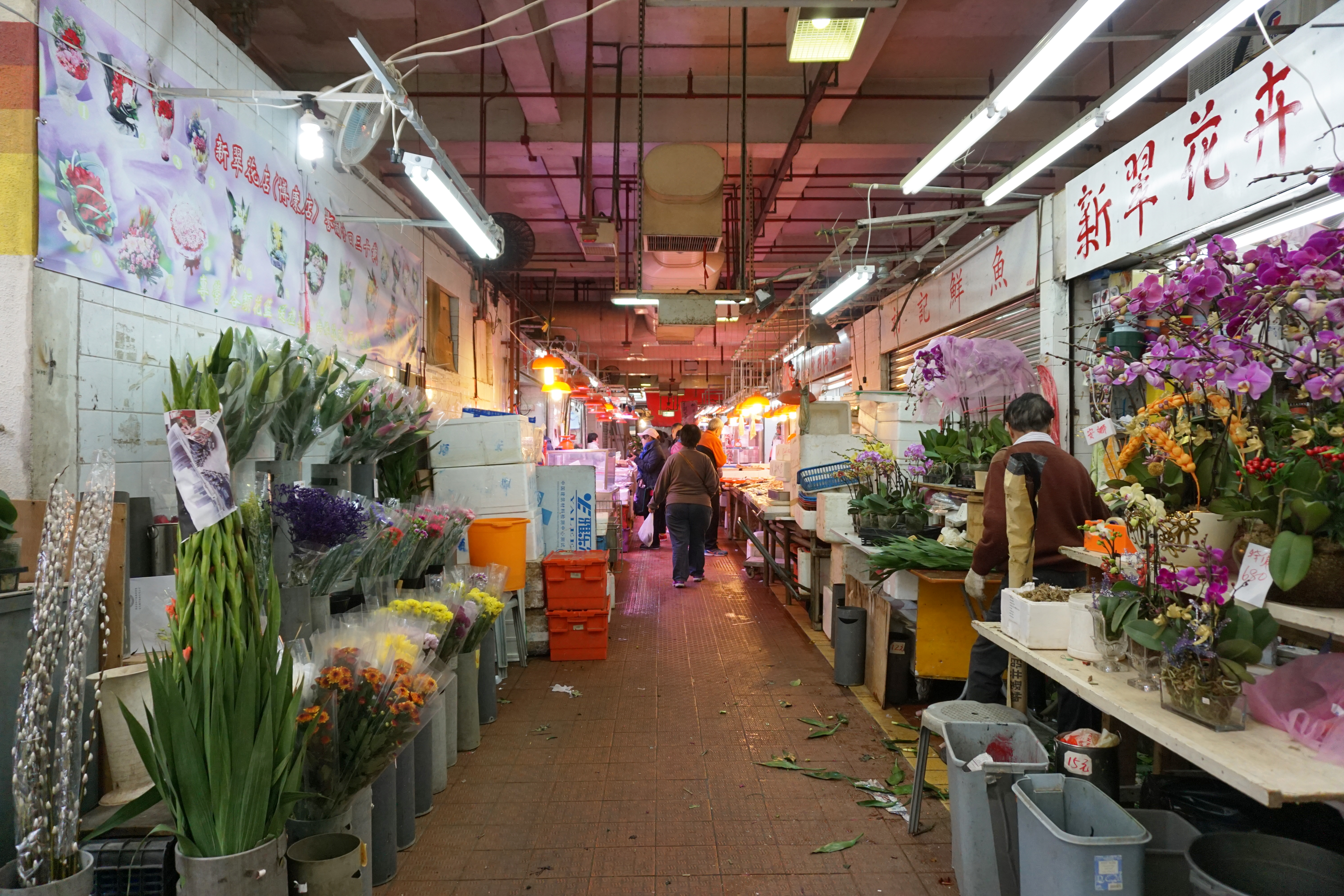
博康街市花店及魚檔
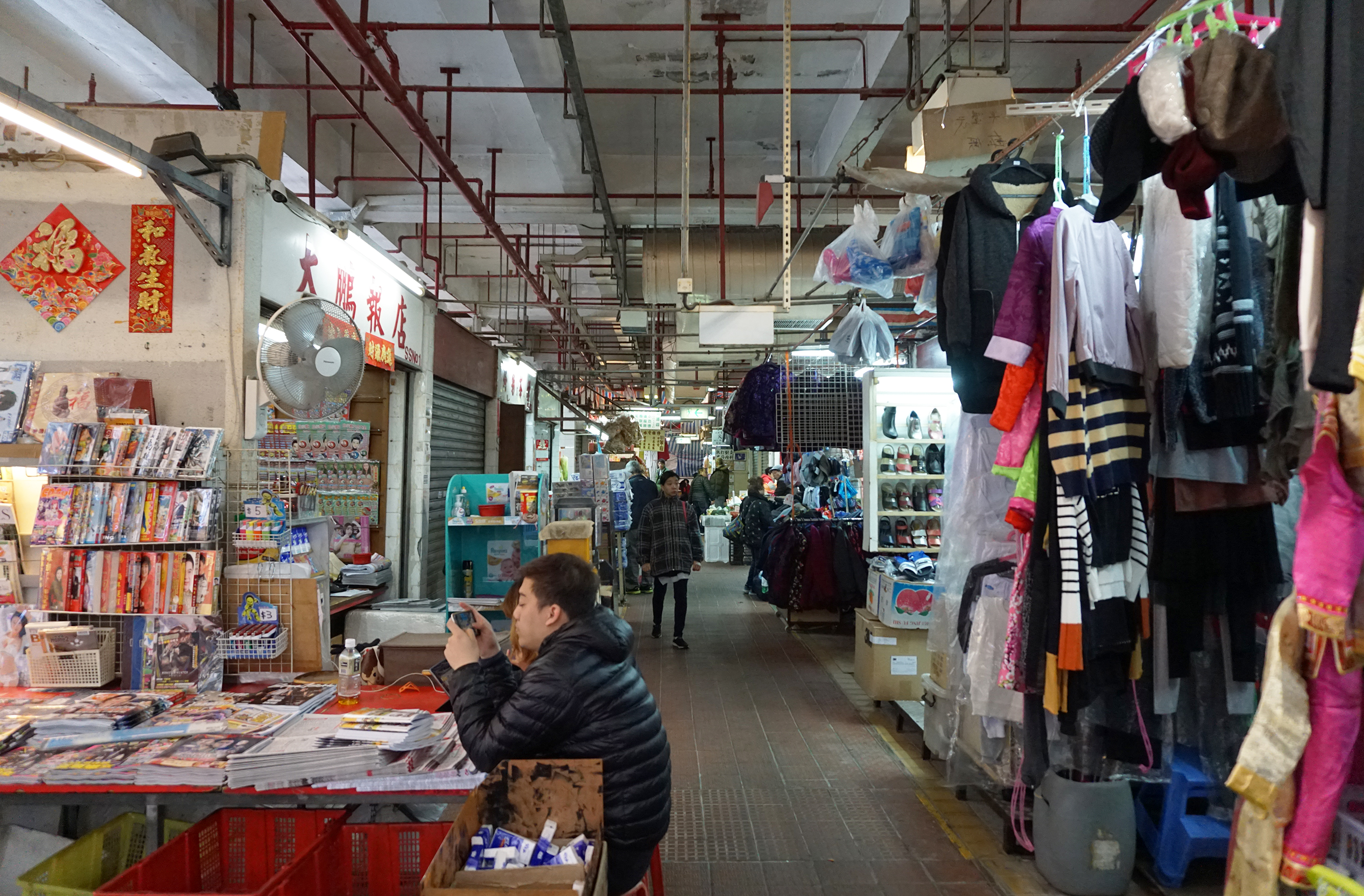
博康街市雜誌報攤及衣履鞋店
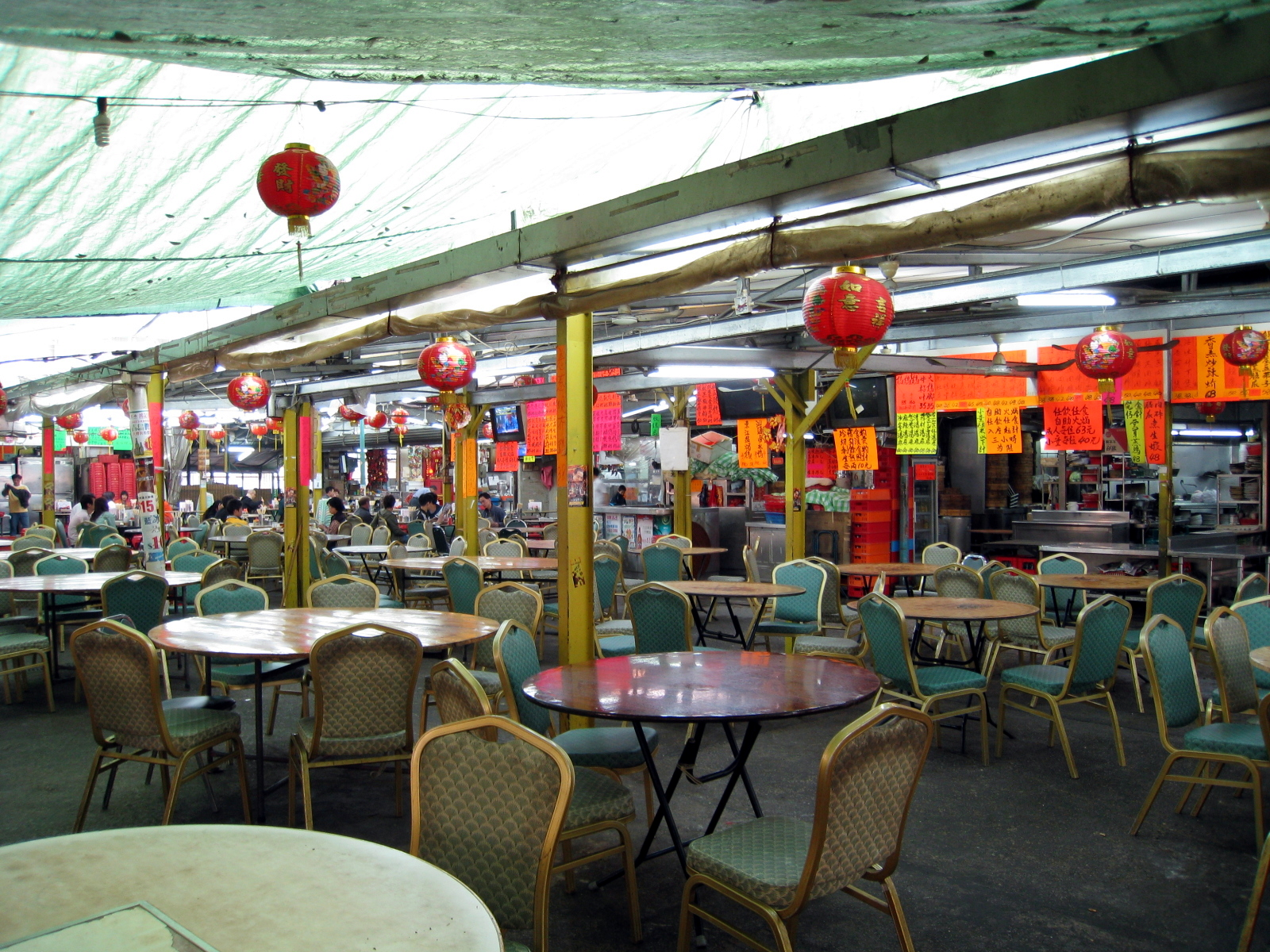
熟食市場
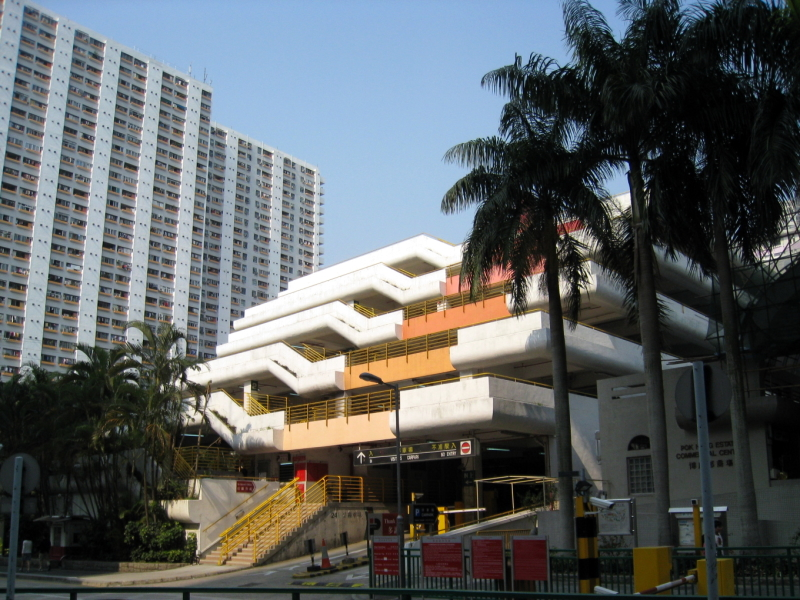
停車場
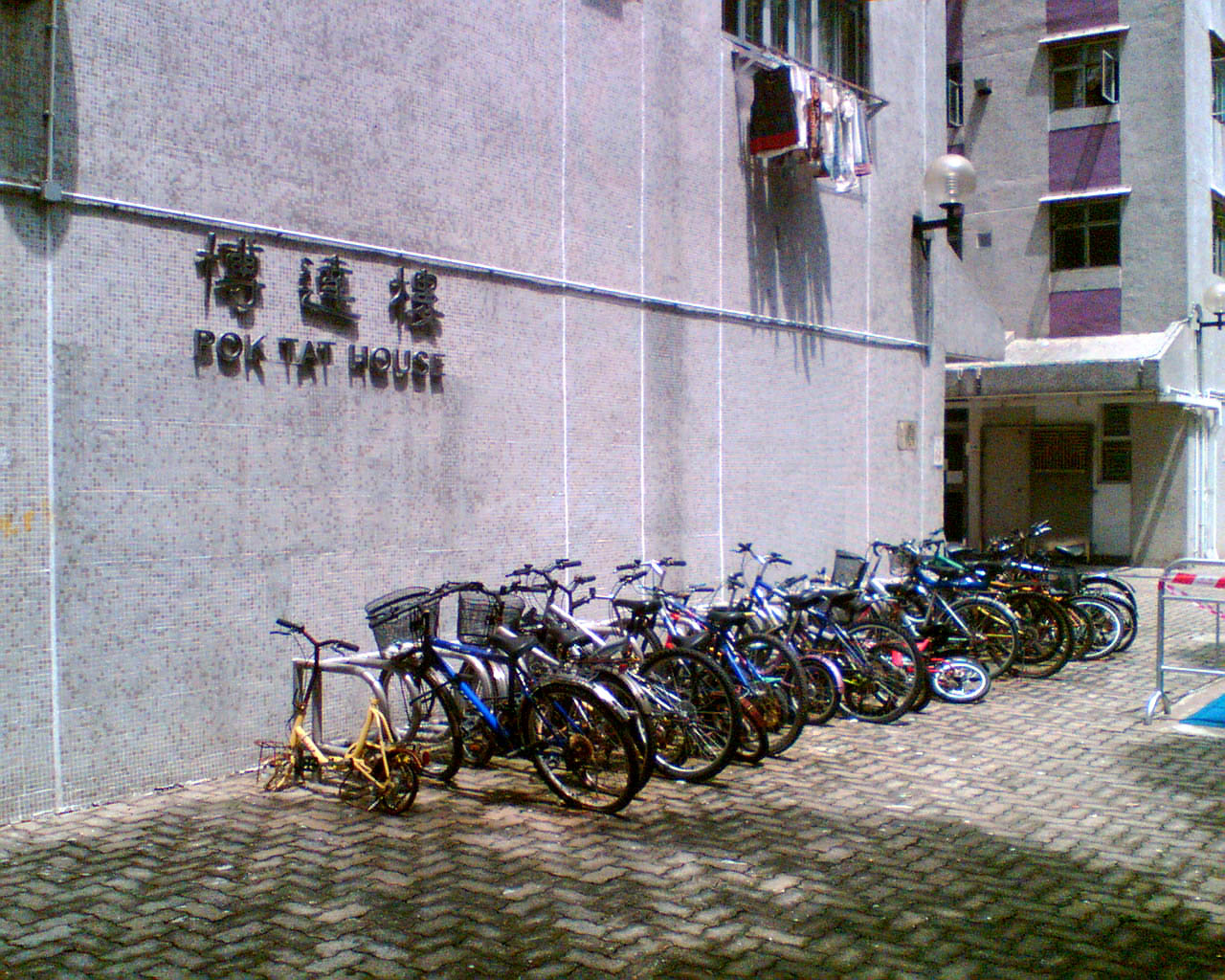
單車停泊處

### 社區服務設施及休憩用地
邨內設有花園和多項康體及兒童遊樂設施和棋藝區，供居民作休憩之用。
- 中國基督教播道會康福堂陳潘佩清紀念長者中心（博安樓）
- 新界婦孺福利會博康村兒童樂園（博安樓）
- 基督教香港崇真會沙田綜合服務中心（博達樓）
- 基督教五旬節聖潔會博康自修中心（博達樓）
- 新生精神康復會博康宿舍（博逸樓）
- 仁濟醫院李陳玉嬋老人宿舍（博智樓）
- 聖公會聖基道兒童院（博泰樓，已遷出）

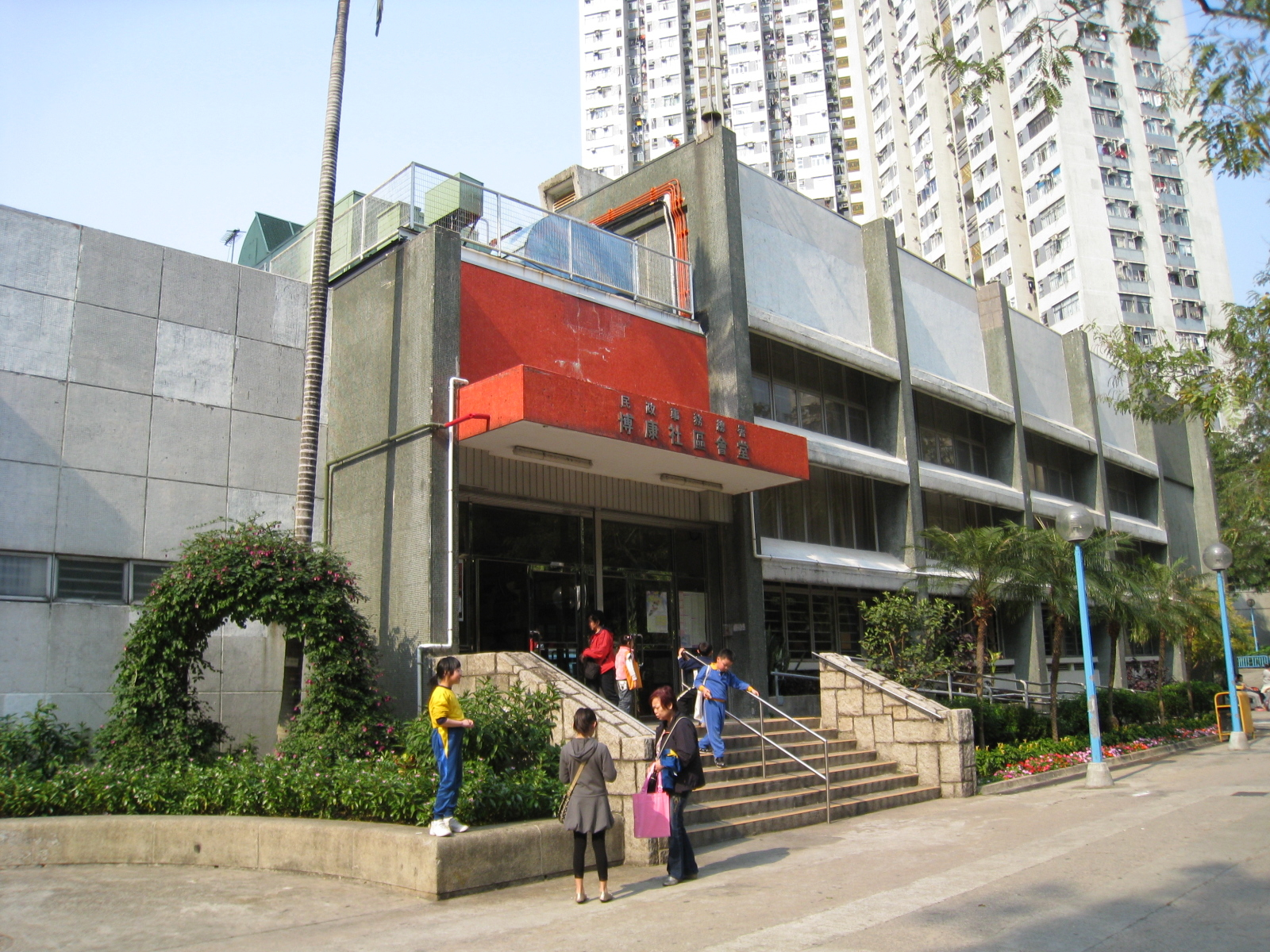
博康社區會堂
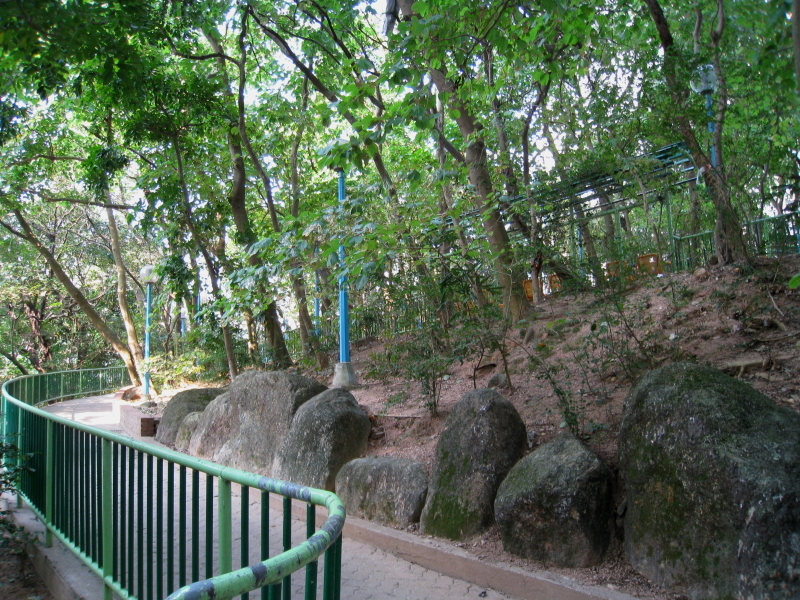
步行徑
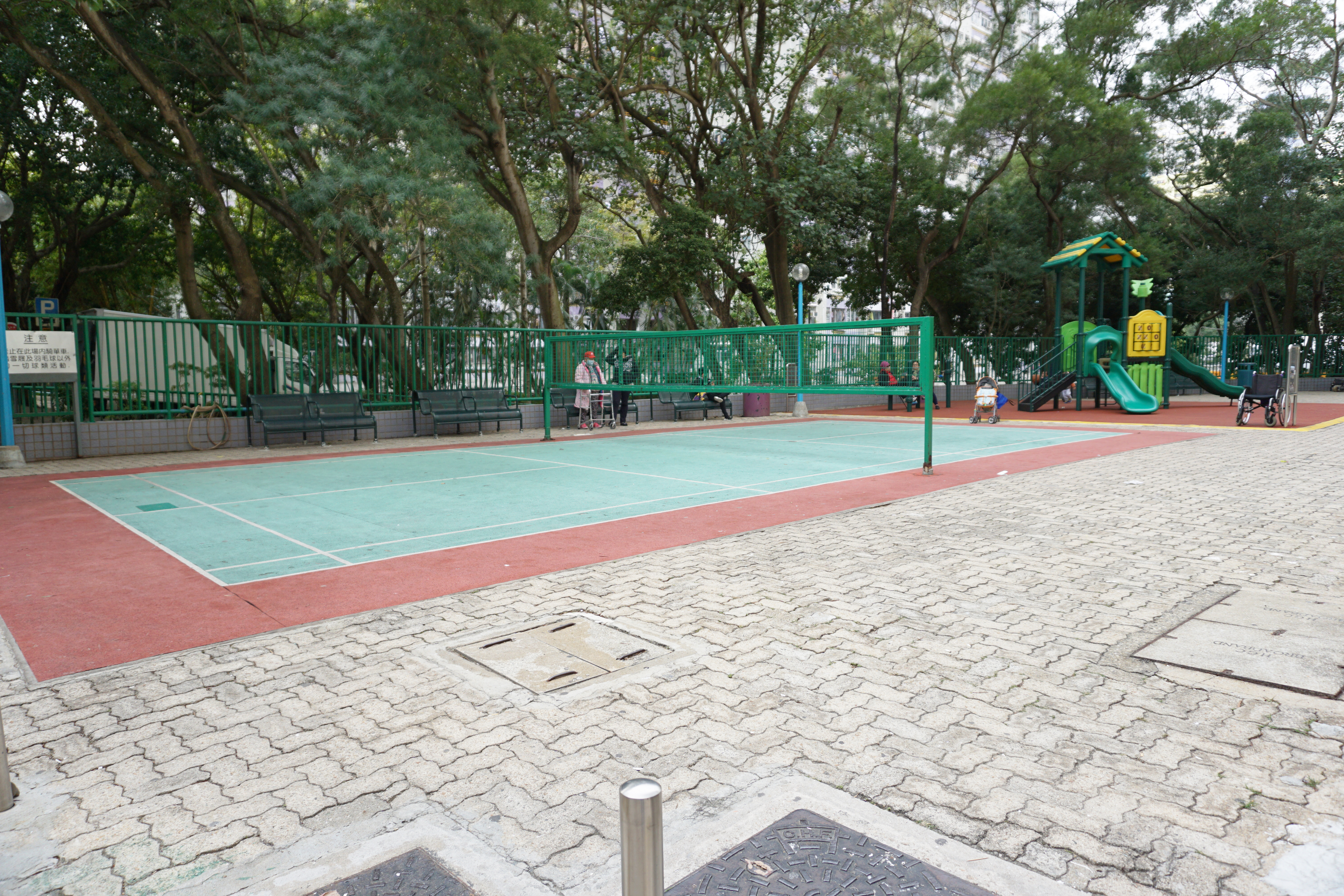
羽毛球場
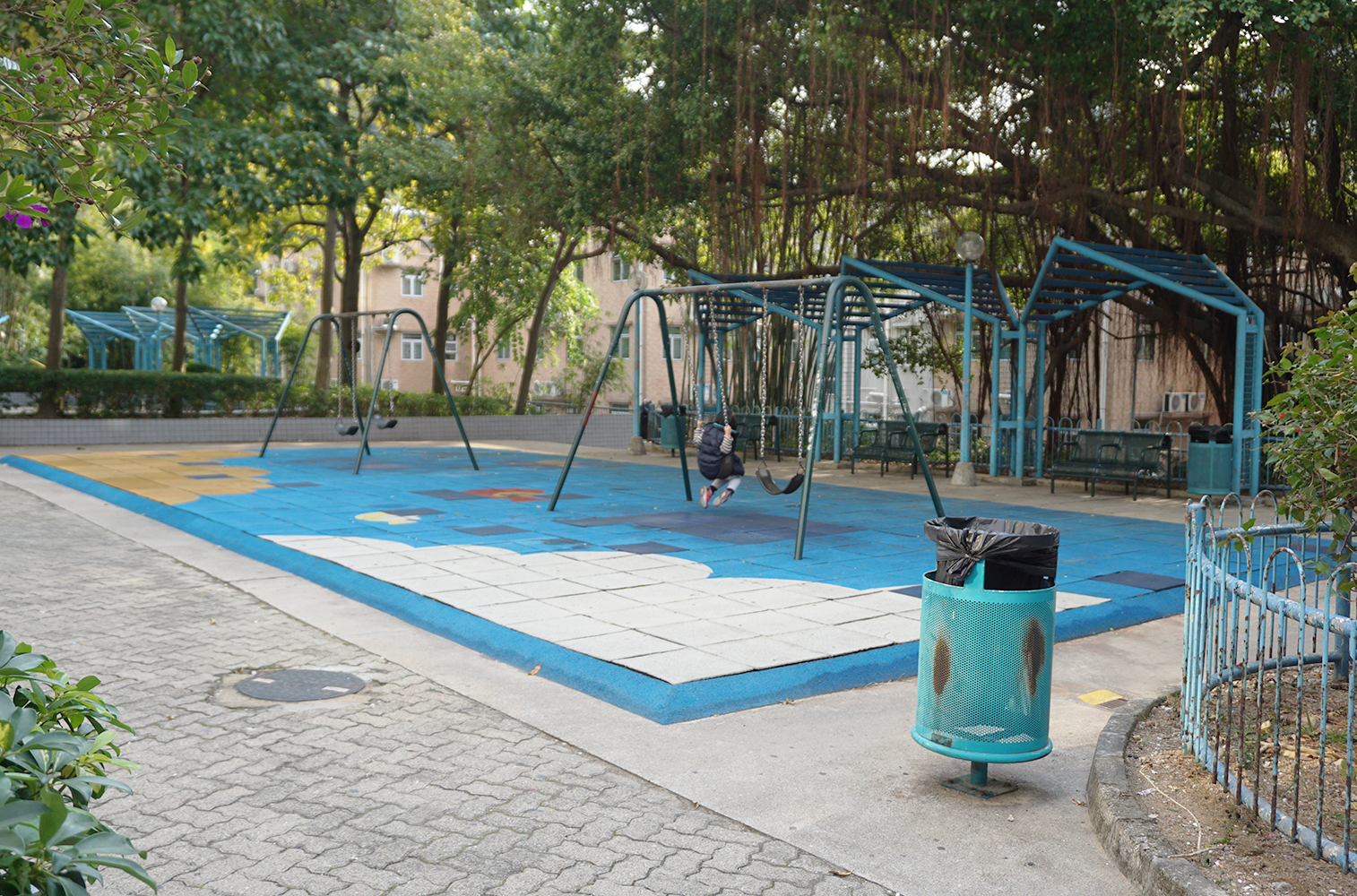
韆鞦
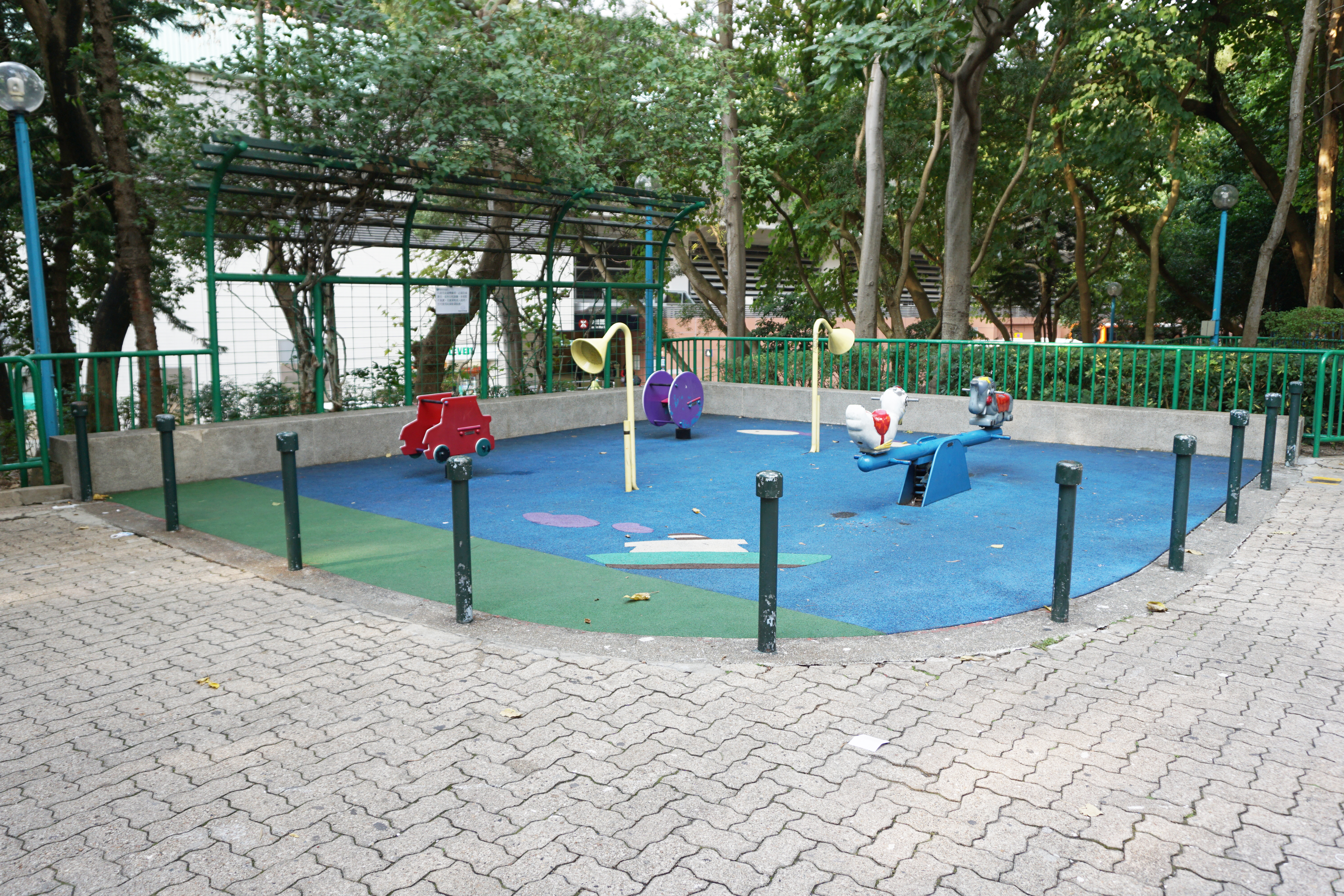
傳聲筒及搖搖板

### 教育
邨內設有以下學校：
- 基督教香港信義會禾輋信義學校（有待遷入；曾為港九潮州公會馬松深中學校舍，被殺校後一度改作港島中學臨時校舍）
- 基督書院
- 保良局朱正賢小學
- 救世軍田家炳學校
- 中華基督教會沙田堂博康幼稚園（位於博康邨博文樓地下14號、20-31號）
- 新界婦孺福利會博康邨幼兒學校（位於博康邨博安樓地下21-28號）

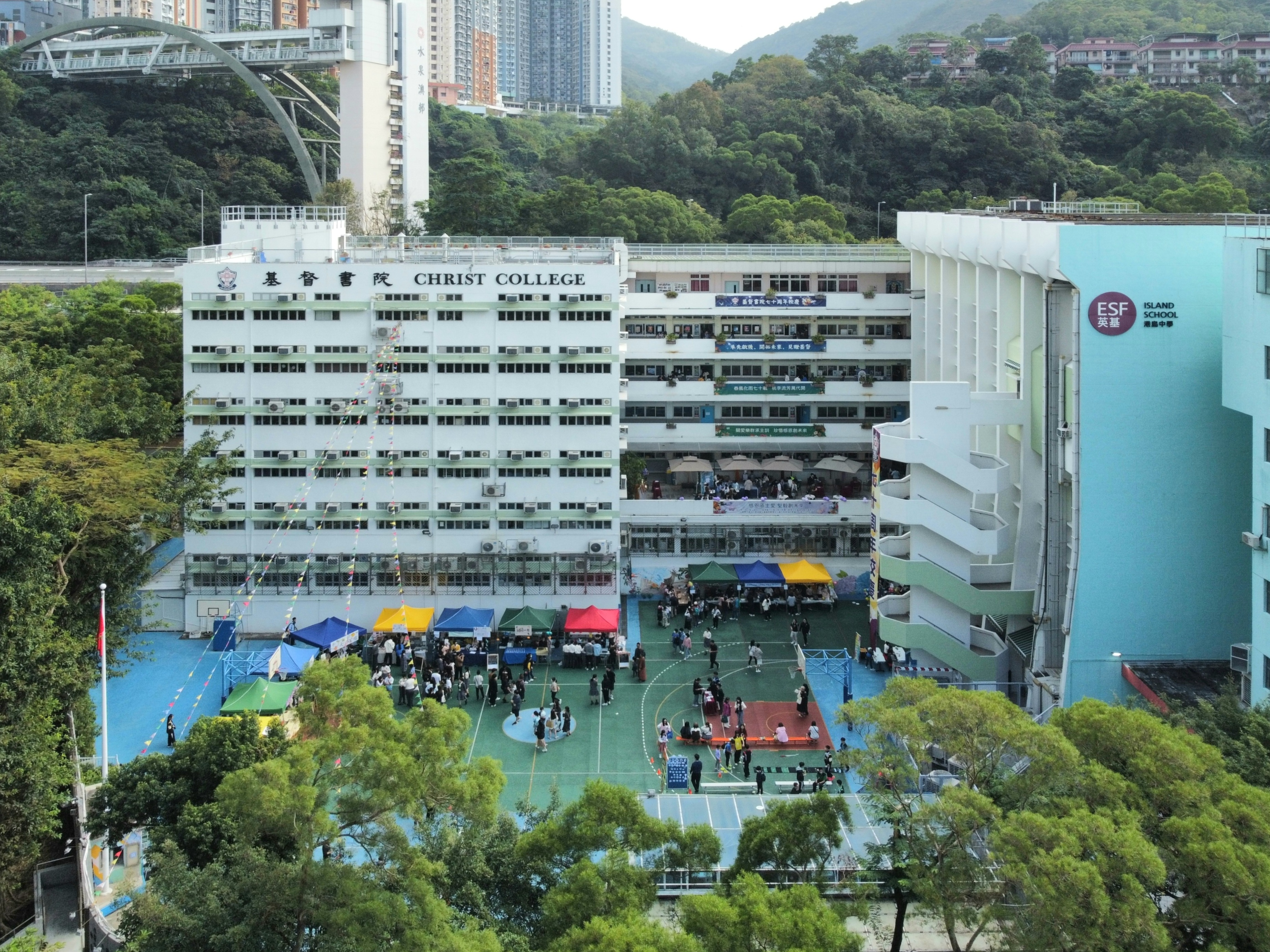
基督書院
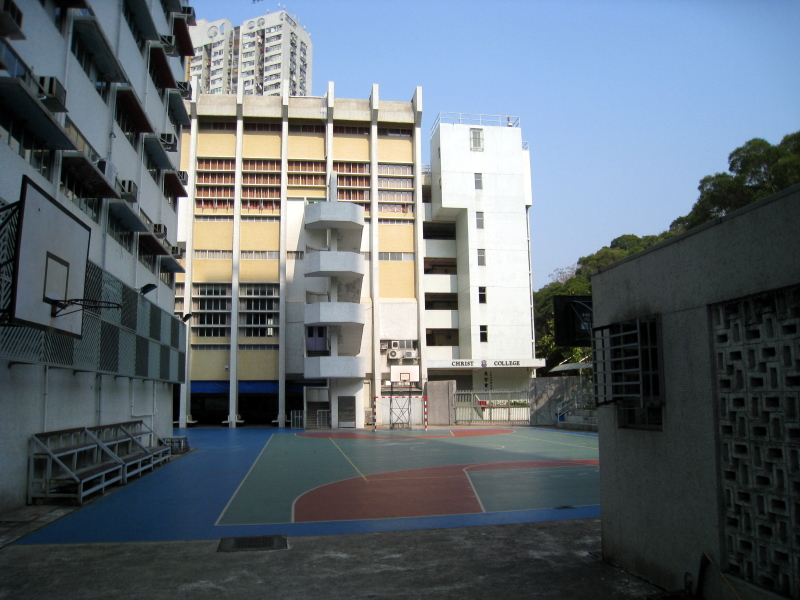
基督教香港信義會禾輋信義學校（有待遷入）
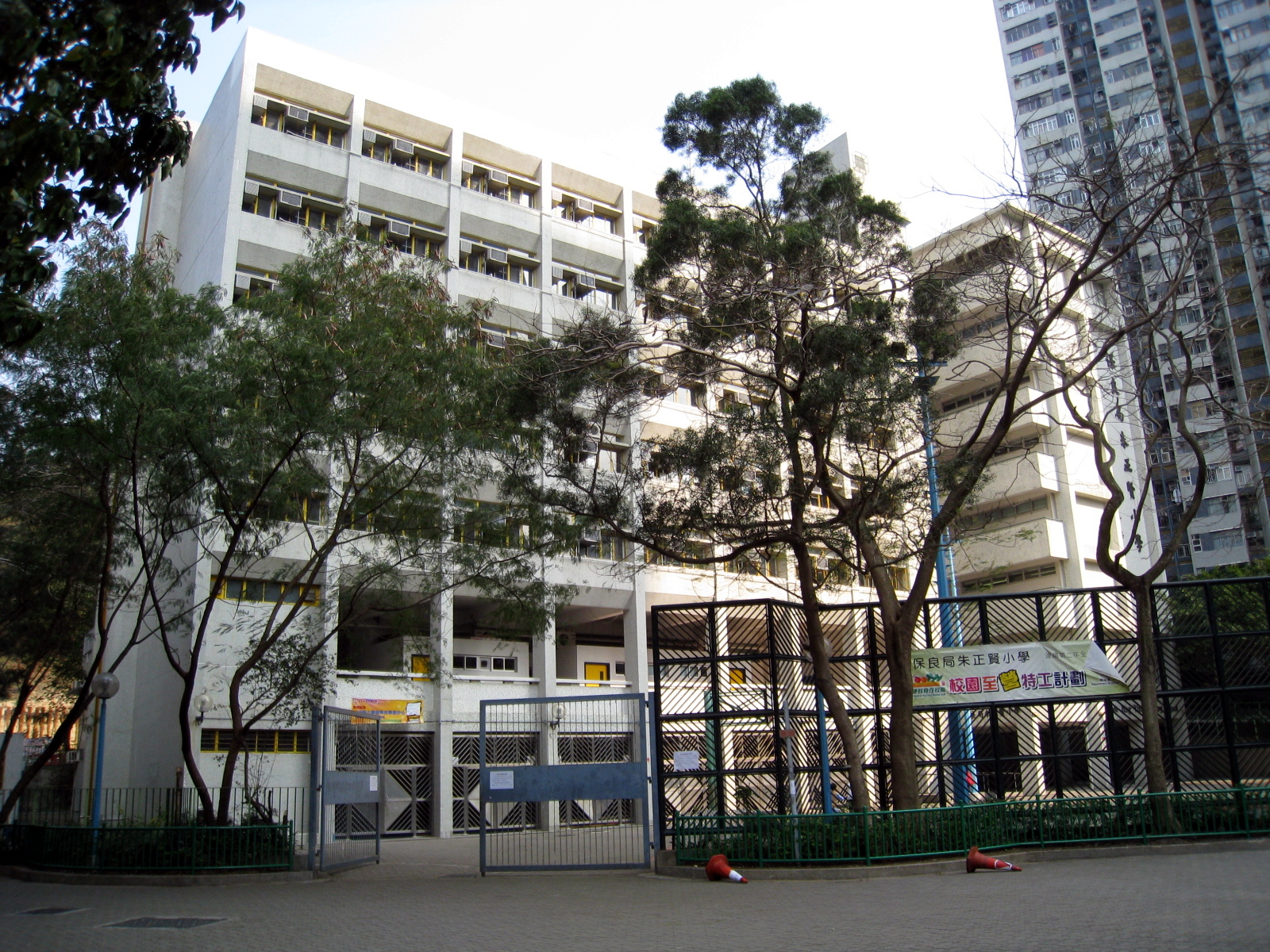
保良局朱正賢小學
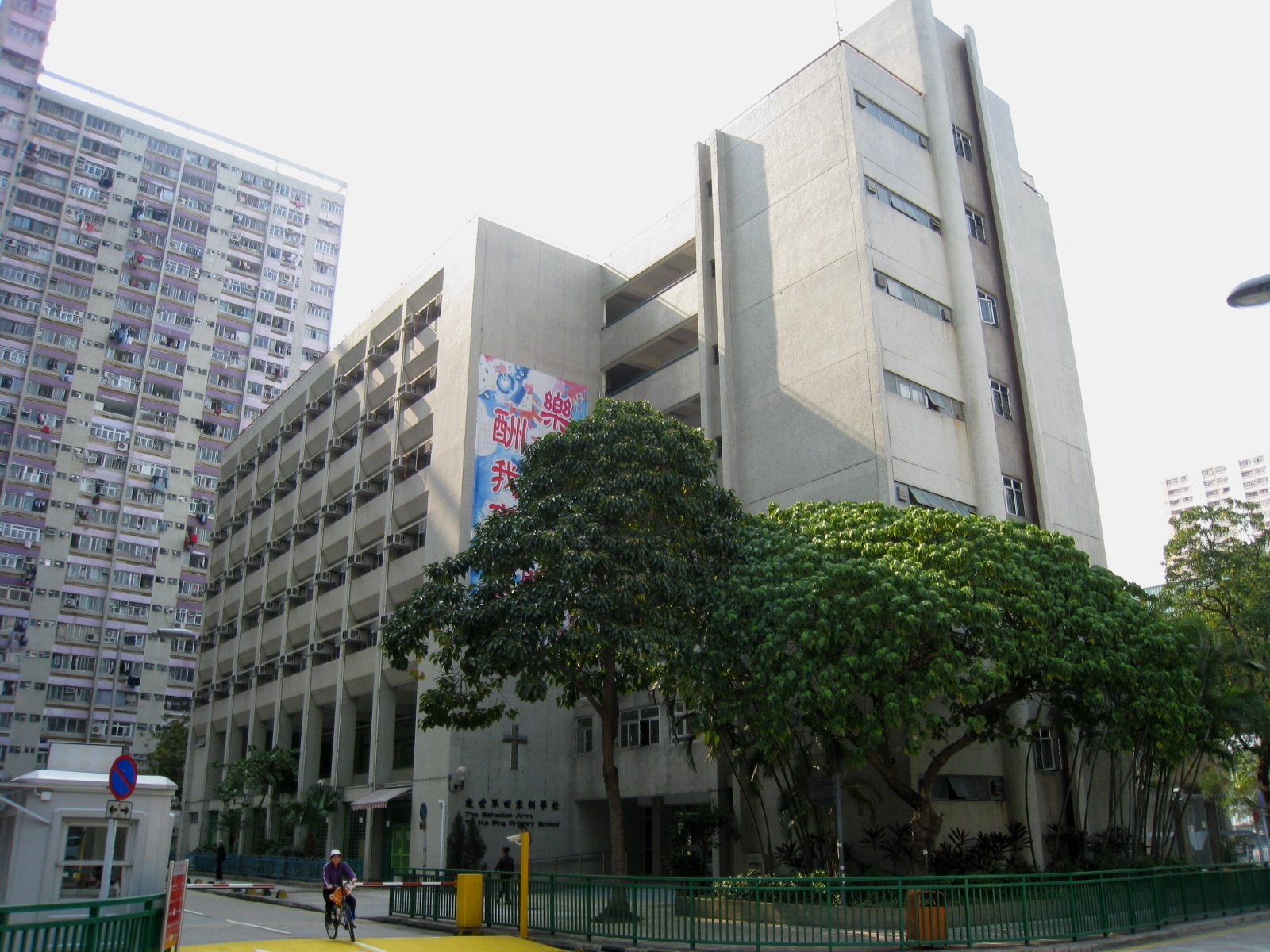
救世軍田家炳學校

## 區議會
博康邨屬於沙田區議會下轄的博康選區，現任區議員為趙柱幫。趙氏於2015年香港區議會選舉勝出，由2016年1月1日起成為該區區議員，並於2019年香港區議會選舉勝出而成功連任。2021年7月，趙柱幫因應政府計劃追討協助民主派初選區議員的酬金津貼傳聞所帶動的區議員辭職潮中，辭去區議員職務。

## 外部連結
- 房委會博康邨資料 （页面存档备份，存于）